# Antonín Matzner

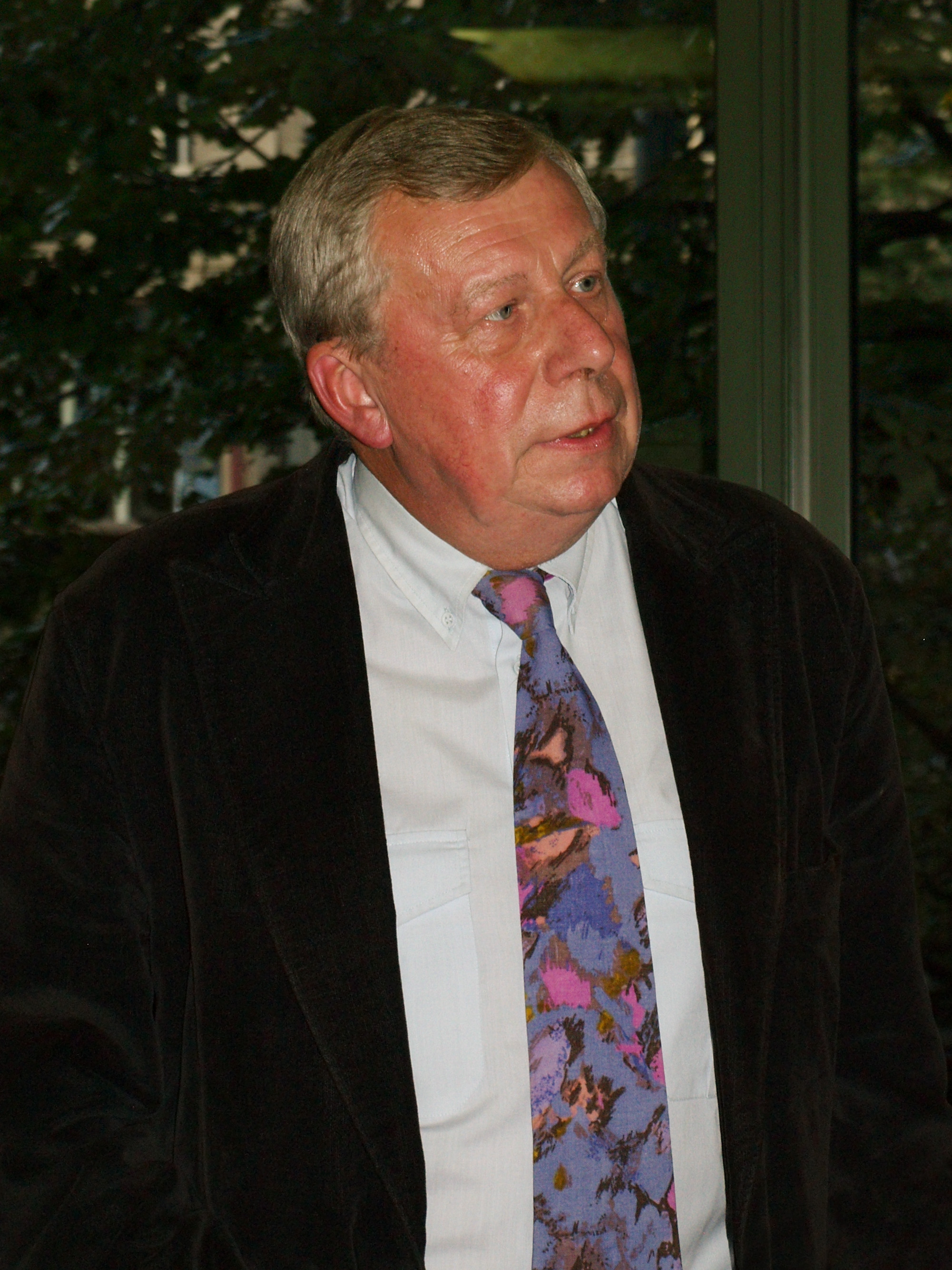
Antonín Matzner (2009)

Antonín Matzner (* 22. August 1944 in Pilsen; † 16. Oktober 2017 in Prag) war ein tschechischer Musikhistoriker, Jazzautor, Musikproduzent und Dramaturg.

## Leben und Wirken
Matzner studierte Klavier bei Marta Mikelková und Musiktheorie und Komposition bei Josef Bartovský, Bořivoj Mikota und František Kováříček. Schon 1960 gründete er in Pilsen einen Jazzclub. Nach seinem Abschluss begann er als Publizist für Magazine wie Mladý svět, Melodie, Hudební rozhledy zu schreiben. 1965/66 war er Leiter des Jazzclubs Astoria in Bratislava. Dann war er Programmgestalter des Clubs Dominik in Pilsen. Ende der 1960er Jahre verlegte er seine Aktivitäten schrittweise nach Prag.
Matzner hielt von 1968 bis 1970 Kurse zur Geschichte des Jazz an der Prager Volkskunstschule; 1994–96 kehrte er dorthin zurück. Ab 1969 arbeitete er als externer Produzent und gleichzeitig als Musikdirektor für das Label Supraphon: Dort war er im Laufe von drei Jahrzehnten an der Konzeption und Realisierung von mehr als 120 Alben beteiligt, hauptsächlich im Bereich Jazz: So gründete er Ensembles (etwa gelegentliche Big Bands von Václav Zahradník), verfasste Cover-Notes und Booklets für LPs und CDs. Auf dem Supraphon-Album Good Old Circus mit führenden europäischen Jazzmusikern wie Willem Breuker, Albert Mangelsdorff oder Tony Oxley, das er 1978 produzierte, war er auch als Synthesizerspieler beteiligt. 1983 wurde er Vorsitzender der neu gegründeten Tschechischen Jazzgesellschaft.
Matzner konzentrierte sich als Autor auf die Buchproduktion, den Zeitschriftenjournalismus und die Zusammenarbeit mit Radio und Fernsehen. Der größte Teil der Arbeit war auf die Jazz- und Popmusik gerichtet (teils lexikographische Werke, teils Profile, aber auch Interviews); im Laufe der Zeit wuchs sein Interesse an der Kunstmusik, Fragen des Musikfilms und musiktheoretischen Fragen. Neben der enzyklopädischen Arbeit an Fachlexika trug er auch Beiträge zur Kleinen Tschechoslowakischen Enzyklopädie I–VI (Prag 1984–87), zum Tschechoslowakischen Biografischen Wörterbuch (Prag 1992) und zum Wörterbuch der tschechischen Musikkultur (Prag 1997) bei. Zuletzt verfasste er für die Überblicksdarstellung Jazz in Europe: New Music in the Old Continent die Kapitel über die Jazzentwicklung in Tschechien, Russland, Deutschland, Österreich und der Schweiz.
Matzners Lied Love in Davos wurde von Zahradníks Orchester aufgenommen. Er schuf Fernsehmusiken und schrieb mehrere Libretti für musikalische Revuen. Zeitweilig war er der Dramaturg der Prager Frühlingsfestspiele; zudem war er mehrere Jahre als Organisator von Open-Air-Konzerten auf der Prager Burg und Heiligabendaufführungen von Rybs tschechischer Weihnachtsmesse auf dem Wenzelsplatz tätig.
Für seine Editionsarbeiten wurde er (im Team) mit mehreren Preisen der Supraphon und des Tschechischen Musikfonds ausgezeichnet.

## Schriften
- Autorenkollektiv: Jazzový slovník. Bratislava 1966 (Mitautor)
- Autorenkollektiv: Malá československá encyklopedie. 1984 (Mitautor)
- Antonín Matzner, Ivan Poledňák, Igor Wasserberger (Hrsg.): Encyklopedie jazzu a moderní populární hudby. 3 Bände (Mitautor)
- Igor Wasserberger, Antonín Matzner: Hrá džez. Bratislava 1968
- Igor Wasserberger, Antonín Matzner: Jazzové profily. Praha 1969
- Beatles, výpověď o jedné generaci. Mladá Fronta, 1987
- Golden Kids Comeback, Jak se sešli, rozešli a zase sešli, Laguna 1995, ISBN 80-901815-7-0
- Matzner Antonín et al.: Šedesát pražských jar. Pražské jaro 2006, ISBN 80-903735-0-X
- Golden Kids, 40 let s legendou Daranus 2008; ISBN 978-80-86983-40-0
- Igor Wasserberger, Antonín Matzner, Peter Motycka (Hrsg.): Jazz in Europe: New Music in the Old Continent. Oxford, Bern, Berlin, Bruxelles, New York, Wien, 2018.